# یان جینگ
یان جینگ (انگلیسی: Yan Jing؛ زادهٔ ۲۸ اکتبر ۱۹۷۰) شمشیرباز زن اهل چین بود. وی در بازی‌های المپیک تابستانی ۱۹۹۶ شرکت کرده‌است.